# STS-132
STS-132 (ISS-ULF4) e сто и тридесет и втората мисия на НАСА по програмата Спейс шатъл, тридесет и втори полет на совалката Атлантис, полет ULF4 (34-ти полет на совалка) към Международната космическа станция (МКС). Предпоследен полет на совалката „Атлантис“.

## Екипаж
| Пост                    | Астронавт                               |
| ----------------------- | --------------------------------------- |
| Командир                | Кенет Хем втори космически полет        |
| Пилот                   | Доминик Антонели втори космически полет |
| Специалист на мисията 1 | Майкъл Гуд втори космически полет       |
| Специалист на мисията 2 | Пиърс Селърс трети космически полет     |
| Специалист на мисията 3 | Стивън Боуен втори космически полет     |
| Специалист на мисията 4 | Гарет Райсмън втори космически полет    |

## Полетът
Основната цел на мисия STS-132 е доставка в орбита на научно оборудване и резервни части за Международната космическа станция. Това е необходимо за осигуряване на нейната дългосрочна работа предвид предстоящото прекратяване полетите на совалките, а тези части заради габаритите си е невъзможно да се превозват с друг космически краб. Полезния товар включва:
- 6 нови акумулаторни батерии;
- резервни части за канадския робот-манипулатор Декстър;
- доставка и скачване на руския модул „Рассвет“;

- в модула „Рассвет“ се намират руски и американски товари за екипажа на МКС с общо тегло около 1,4 тона.

Общата маса на доставените товари на станцията е около 12 тона.
По време на полета са планирани три излизания в открития космос за подмяна на шестте акумулатора на сегмент P6 от фермовата конструкция на МКС, монтаж на нова антена и допълнителни инструменти на канадския робот-манипулатор „Декстър“.
По препоръка на комисията, разследваща катастрофата на совалката „Колумбия“ в случай на повреда на совалката Атлантис и невъзможност за безопасно завръщане на екипажа на Земята се предвиждало той да остане на борда на МКС и да дочака спасителен полет STS-333 на совалката Индевър.

## Параметри на мисията
- Стартово тегло на цялата система: 2 050 133 кг
- Маса на совалката при изстрелването: 119 300 кг
- Маса на совалката при приземяването: 95 024 кг
- Маса на полезния товар: 12 072 кг
- Перигей: 335 км
- Апогей: 359 км
- Инклинация: 51,6°
- Орбитален период: 91.0 мин

Скачване с „МКС“
- Скачване: 16 май 2010, 14:28 UTC
- Разделяне: 23 май 2010, 15:22 UTC
- Време в скачено състояние: 7 денонощия, 1 час, 1 минута.

### Космически разходки
| № | Участници                    | Начало                | Край                  | Продължителност  |
| - | ---------------------------- | --------------------- | --------------------- | ---------------- |
| 1 | Гарет Райсмън и Стивън Боуен | 17 май 2010 11:54 UTC | 17 май 2010 19:19 UTC | 7 часа 25 минути |
| 2 | Стивън Боуен и Майкъл Гуд    | 19 май 2010 10:38 UTC | 19 май 2010 17:47 UTC | 7 часа 7 минути  |
| 3 | Гарет Райсмън и Майкъл Гуд   | 21 май 2010 10:27 UTC | 21 май 2010 17:13 UTC | 6 часа 46 минути |

Това са 144-, 145- и 146-то излизане в открития космос, свързано с МКС, 4- и 5-то излизане за Стивън Боуен, 2- и 3-то за Гарет Райсмън и 3- и 4-то за Майкъл Гуд.

## Галерия
- Старта на совалката.
- Старта, гледан от самолет.
- Совалката се приближава към МКС.
- Совалката се скачва с МКС.
- Стивън Боуен в открития космос.
- Гарет Райсмън пренася мачтата на антената за монтаж.
- Гарет Райсмън пренася и чинията на антената.
- Прехвърляне на модула Рассвет за скачване.
- Скаченият вече модул.
- Майкъл Гуд в открития космос.
- „Излизащите“ астронавти Гуд, Райсмън и Боуен в модула „Куест“.
- Майкъл Гуд и Гарет Райсмън гледат отвън (от товарния отсек) в кабината на совалката.
- Райсмън и Гуд подменят батерия на сегмента P6
- Совалката след отделянето от МКС.
- Приземяването.